# Гоциридзе (станция метро)
Гоцири́дзе (груз. გოცირიძე; до 2011 года — «Электродеповская» «ელექტროდეპო») — одна из двух наземных станций Тбилисского метрополитена. Расположена на Ахметели-Варкетилской линии между станциями «Дидубе» и «Надзаладеви». Была открыта 11 января 1966 года.
Единственная станция Тбилисского метрополитена с боковыми платформами, расположена на эстакаде. Платформа соединена с проспектом Церетели и улицей Константина Станиславского длинным пешеходным мостом через железнодоржный узел. Отсутствовавшая до 2022 года крыша станции была сооружена во время реконструкции.

## История

### Название
Прежнее название — по расположенному рядом электродепо «Надзаладеви», современное — в честь руководителя Тбилисского метростроя Виктора Гоциридзе. Ранее, ориентировочно с 1992 (точная дата неизвестна) по 2007 год, имя Гоциридзе носила другая станция метро — «Делиси».

### Реконструкция
В 2011 году была проведена реконструкция платформ.
10 февраля 2021 года станция была закрыта на полную реконструкцию, поезда проезжали её без остановки.
18 марта 2023 года, состоялось повторное открытие станции, в рамках реконструкции над перроном станции был сооружён навес, укреплена опорная конструкция эстакады, старые и поврежденные плитки платформы были полностью удалены и заменены новыми, открытие многократно переносилось из-за нарушений условий контракта со стороны компаний-подрядчиков и технических проблем.

## Путевое развитие
В южном направлении от станции расположен путевой съезд в электродепо ТЧ-1 «Надзаладеви». С северной стороны (в сторону станции «Дидубе») находится перекрёстный съезд, предназначенный для разворота поездов и организации движения в электродепо от станции «Дидубе». В этом же направлении находится единственная в системе соединительная ветвь между железной дорогой и метро.

## Галерея

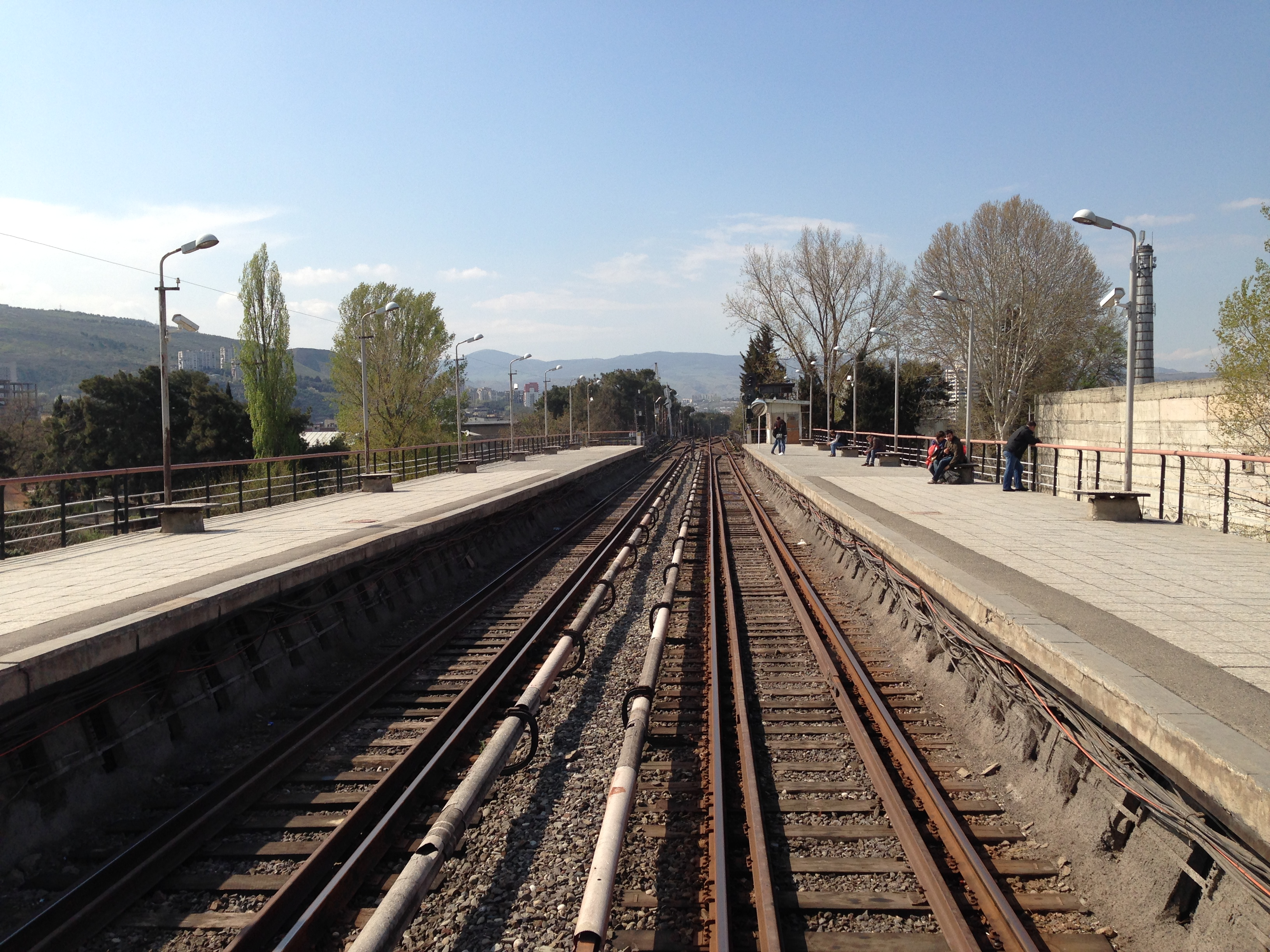
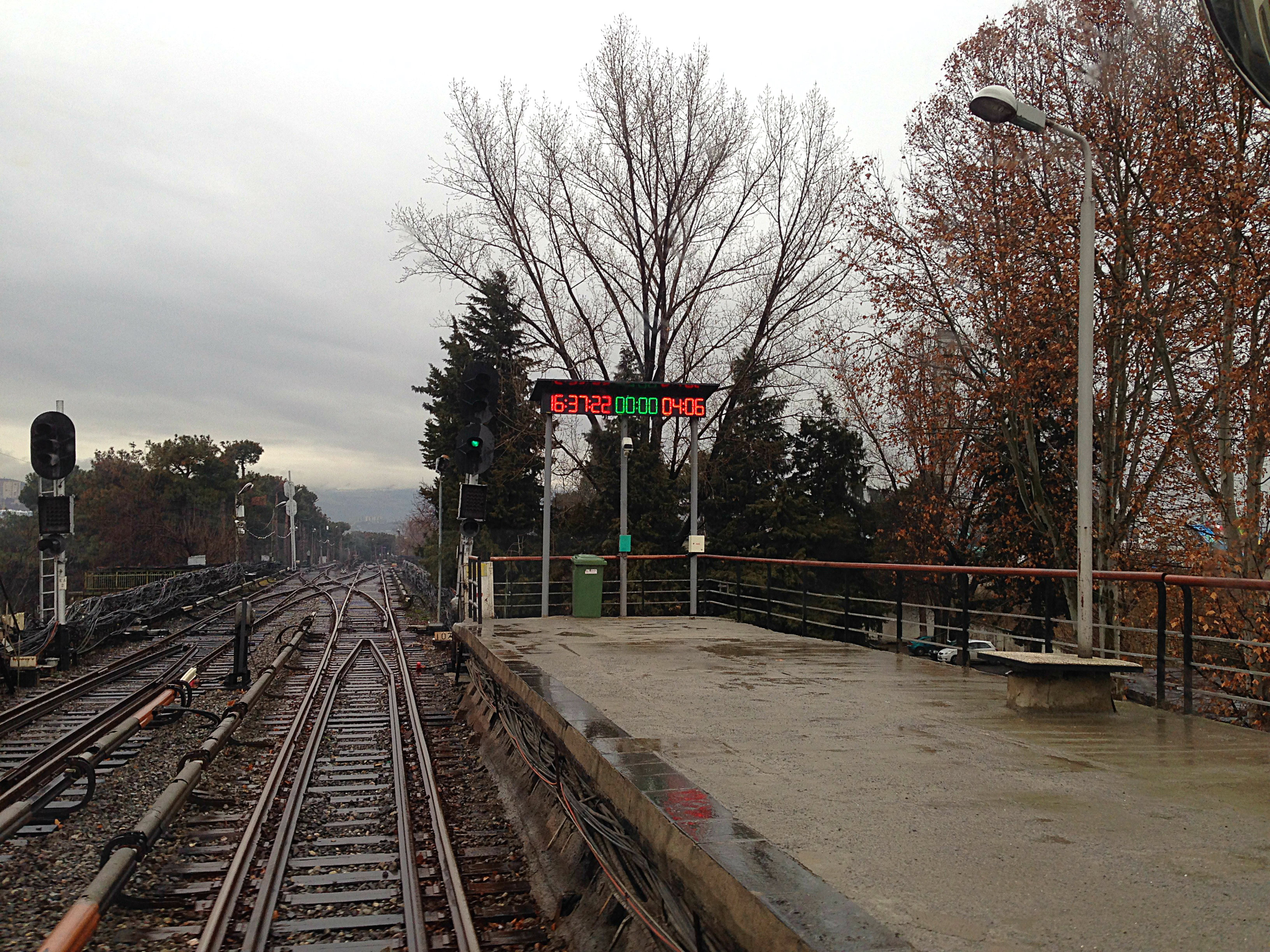
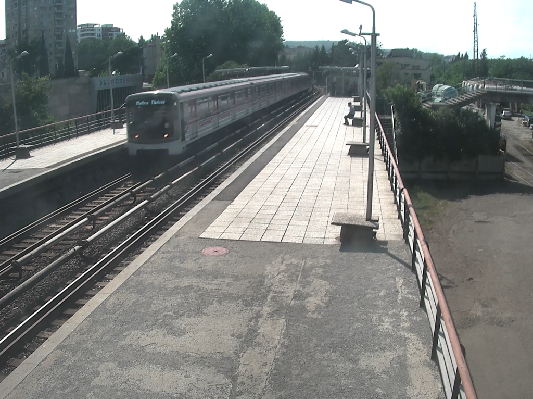